# 明肃王墓
明肃王墓中国明朝肃王墓葬，位于甘肃省榆中县北25公里。墓葬依山而建，共有王陵11座。其中5座王陵已被发掘。出土大量明代文物。王陵附近建有庙宇，现存遗址。